# 고창남초등학교
고창남초등학교는 대한민국 전북특별자치도 고창군에 있는 공립 초등학교이다.

## 학교 연혁
- 1961년 9월 1일 고창남국민학교 개교
- 1994년 3월 1일 도 지정 수업개선 시범학교
문화체육부 후원 전라북도 교육청 지정 시범학교(유)
- 1996년 3월 1일 고창남초등학교로 개명
- 1998년 3월 1일 교육부지정 안전교육 시범학교 운영
- 2002년 3월 1일 교육인적자원부 지정 창의성 교육 연구학교 지정
- 2005년 3월 1일 전라북도교육청 지정 창의성교육 연구ㆍ시범학교 지정
- 2007년 3월 1일 도교육청 지정 교원능력개발평가 연구·시범학교 지정
- 2008년 3월 1일 도교육청 지정 교원능력개발평가 연구·시범학교 지정
9월 1일 제12대 정철환 교장 부임
- 2009년 3월 1일 교과부 지정 교원능력개발평가 시범학교 지정
9월 1일 제13대 여병철 교장 부임
- 2011년 9월 1일 제14대 김상선 교장 부임
- 2014년 2월 14일 제53회 졸업식(7,042명)
- 2014년 3월 1일 제14학급 편성(특수반 1학급)
- 2015년 2월 13일 제54회 졸업식(7,100명)
- 2015년 9월 1일 제15대 김영기 교장 부임
- 2016년 2월 21일 제55회 졸업식(7,161명)
- 2017년 2월 10일 제56회 졸업식(7,216명)
- 2017년 3월 1일 제13학급 편성(특수반 1학급)

## 참고 자료
- 고창남초등학교 - 한국교육학술정보원 학교알리미